# FC Wohlen
FC Wohlen – szwajcarski klub piłkarski, mający siedzibę w gminie Wohlen. Został założony 21 maja 1904. W sezonie 1930/31 zespół grał w najwyższej klasie rozgrywkowej. Największym sukcesem w najnowszej historii klubu był awans do Nationalliga B (2. poziom rozgrywek) w 2002. Latem 2004 przeniósł się na nowy stadion, Stadion Niedermatten.